# Editora da Universidade de São Paulo
A Editora da Universidade de São Paulo (Edusp) é uma editora universitária brasileira sediada em São Paulo. Pertence à Universidade de São Paulo (USP). Fundada em 1962, lançou mais de 1800 livros desde a criação de seu próprio departamento editorial, em 1988, e tem cerca de 1000 livros disponíveis em seu catálogo ativo.

## Histórico
Durante quase trinta anos, a Edusp atuou apenas como coeditora de diversas publicações. Em 1988, sob a direção de João Alexandre Barbosa, deu-se a estruturação de um departamento editorial autônomo e, assim, iniciaram-se os trabalhos de seleção e publicação de seus títulos próprios.

## Catálogo
Diversas áreas do conhecimento estão contempladas em seu catálogo, no qual as coleções têm um importante papel. São exemplos: a Coleção Didática, com autores reconhecidos como o historiador Boris Fausto e o crítico literário Luiz Roncari; a Coleção Clássicos, com obras de Hegel, Pierre Bourdieu, Ernst Curtius, entre outros; a Coleção Artistas Brasileiros, com livros dedicados a nomes como Alex Flemming, Lasar Segall, Ramos de Azevedo e Portinari; a Coleção Acadêmica; a Coleção Ensaios Latino-Americando; etc.

## Prêmios
Vários livros foram premiados ao longo dos anos; até 2024, a Edusp recebeu mais de 90 Prêmios Jabuti. 